# Jacques Leroux des Trois Pierres
Jacques Charles Leroux des Trois Pierres est un homme politique français né le 19 janvier 1751 à Auberville-la-Renault (Seine-Maritime) et décédé le 28 septembre 1831 aux Trois-Pierres (Seine-Maritime).
Propriétaire, il est élu député de la Seine-Inférieure au Conseil des Cinq-Cents le 24 germinal an V, où il siège jusqu'en l'an VII.

## Sources
- « Jacques Leroux des Trois Pierres », dans Adolphe Robert et Gaston Cougny, Dictionnaire des parlementaires français, Edgar Bourloton, 1889-1891 [détail de l’édition]